# Филип (Шлезвиг-Холщайн-Готорп)
Вижте пояснителната страница за други личности с името Филип.
Филип фон Шлезвиг-Холщайн-Готорп (на немски: Philip Herzog von Schleswig-Holstein-Gottorp; * 10 август 1570, Готорп; † 18 октомври 1590, Готорп) от Дом Олденбург, е херцог на Шлезвиг-Холщайн-Готорп (1587 – 1590).

## Живот
Той е вторият син на херцог Адолф I фон Холщайн-Готорп (1526 – 1586) и съпругата му Кристина фон Хесен (1543 – 1604), дъщеря на Филип I фон Хесен и Кристина Саксонска. Баща му е третият син на датския крал Фредерик I (1471 – 1533).
След смъртта на брат му Фридрих II през 1587 г. 17-годишният Филип наследява херцогската титла и умира през 1590 г. Той не се жени. Наследен е от брат му Йохан Адолф.